# 叙利亚内战年表 (2011年9月—2011年12月)
本页面记述2011年9月至12月叙利亚内战的主要事件。

## 九月

### 上旬
9月1日
哈马省的总检察长Adnan Bakkour宣布辞职，他表示原因是阿萨德政权的残酷性，尤其是对于7月31日軍隊進攻前夕把关押在哈马中央监狱（Hama Central Prison）的72名政治犯处决、哈马市的数百名示威者被打死以及另有1万多人被捕的不满，他说“我，哈马省总检察长，穆罕默德·巴库尔宣布从巴沙尔·阿萨德政府及其团队中辞职。”叙人权组织表示，叙部队攻击了大马士革Duma地区，而一人在霍姆斯被部队打死，该组织也表示在刚刚过去的斋月期间，一共有360个平民和113名士兵被杀。根据报道，在哈马的部队挨家挨户进行搜捕。
活动家说，当天部队至少打死了7人，本周五取名为“与其蒙羞不如死亡星期五”（Friday of death rather than humiliation）。
9月2日-“与其蒙羞不如死亡星期五”
全国各地都有数千人举行的抗议活动。活动家说当天至少有20人被殺，在霍姆斯和大马士革郊区的部队四处朝人群开枪。活动家说坦克包围了Ma'arrat al-Numan的中央广场，并抓捕里面的抗议者。地方协调委员会宣布部队至少袭击了大马士革郊区的两家医院，并朝死者的尸体和受伤的抗议者开枪。活动人士在哈马总检察长的住处外面集会。叙国家电视台宣布有两名“恐怖分子”承认曾向半岛电视台提供宣传视频，而法国政府则表示他们与叙反对派组织进行了接触。欧盟颁布禁止从叙进口石油的禁令，9月3日起生效。
9月3日
Al-Arabiya电视台报道当天叙部队在全国打死6个平民。活动家告诉该电视台说，叙部队的军用飞机从霍姆斯附近的Houla和Rastan飞过，以恐吓当地的居民。也有报道说部队在巴尼亚斯和代尔祖尔的Tal Kalakh地区活动。Al-Arabiya也报道一些地方有抗议活动，并说在大马士革附近的Arabin清真寺有数千人参加遇难者的悼念活动。
9月4日
活动家说至少13个抗议的平民被部队打死。这起事件发生在国际红十字会（ICRC）将要对大马士革的叙部队高官进行会谈之前。LCC表示在Idlib省有8人死亡。
叙国家电视台报道说：在Moharda，有5个士兵、一个军官以及3个平民被“恐怖分子”在早晨袭击一辆军用巴士时杀害。并说其中3个恐怖分子被射杀，一个士兵和另外一个枪手受伤。
9月6日
活动家说，政府軍装甲车在大街上行进時打死2人。LCC表示，在霍姆斯附近的al-Restan，有2个技工在工作地被杀，部队朝任何移动的目标射击。
联合国秘书长潘基文再次强烈呼吁要求叙当局停止镇压示威民众。他在新西兰与太平洋国家的领导人会面时表示，虽然阿萨德总统“现在采取措施已经很晚了”，但是“他还是应该在最晚的时刻到来前采取一些决定性的措施”，“这样的日子一天天过下去，更多的民众将被打死”，现在是联合国成员国团结起来采取“一致的措施”的时候了。
在阿勒颇，当地著名的学者和批评政府的人士Ibrahim Salqini在突然死亡（叙国家电视台说他死于心脏病）后，当地举行了一次大的集会，数千人参加了他的葬礼游行高喊了反对政府的口号，还高举着“死亡胜于低头屈服”（better death than humiliation）革命的卡片，在他们进入墓地之前受到部队的枪击。
9月7日
叙政府以“不能控制局势”为由，突然取消了阿拉伯联盟秘书长纳比勒·阿拉比对大马士革的访问计划。阿盟证实访问被无限期推迟。
在霍姆斯，至少34人被坦克部队和乘坐20辆军用卡车的士兵打死。另外，有2人在Sarmin被杀，1人在哈马遇害。叙国家电视台宣称，2名复兴党官员在Al-Rastan附近被“恐怖分子”劫持。活动家说，在霍姆斯郊区的Bab Dreib和Bostan Diwan的夜晚，在超过2000人在从Bab Tadmor地区出发举行游行抗议的过程中，遭到部队使用重机枪对付。活动家表示，在该地的40个士兵由于拒绝向抗议的民众开枪已经变节脱离政府军。
9月8日
一名当地居民表示，在该地发生政府军变节事件后，装甲车部队开进Iblin的乡村，并打死3到5个变节士兵。另一名居民告诉国际媒体说，有5个10岁以下的孩子在部队粗暴抓捕Ibleen的大量村民中被捕。叙国家电视台SANA报道说，6个部队长官在一次打击“恐怖武装分子”的行动中被杀，3个受伤，并缴获不少武器。
部队猛烈炮击霍姆斯。居民和报道说至少23人被杀。
本周五取名为“国际保护星期五”（Friday of International Protection），以引起联合国的关注，并促使国际力量继续向叙当局施压。
9月9日-“国际保护星期五”
东北部的卡米什利，中部的霍姆斯和哈马，以及东部的代尔祖尔等全国各地都发生了抗议活动，并呼吁国际力量帮助他们阻止政府的镇压行动。叙人权观察表示，在西北Jabal al-Zawiyah的 al-Rama村，一名15岁的男孩在检查点被部队打死。LCC说，那名男孩在他同哥哥受到部队“无区别的射击”受伤后死亡。在大马士革，活动家说有8名士兵因拒绝向集会的民众开枪后遭到处决。LCC说至少6名抗议者在大马士革受伤。
一个变节士兵的74岁的哥哥，他是在Ibleen的前一天早晨被部队劫持的其中一人，当天被部队送回了家。
共计当天全国有14人死亡。
9月10日
24名抗议者被警察和部队打死，其中12人死于霍姆斯。
阿盟秘书长纳比勒·阿拉比与阿萨德会面时敦促他停止暴力镇压并推进改革。会谈结束后，阿拉比宣布“一项改革协议已经达成”。叙反对派组织对此表示愤慨，说“到了这个地步一份改革协议是毫无意义的”。

### 中旬
9月11日
叙部队包围了一些村庄，包括代尔祖尔和德拉抗议中心附近的地区，并展开挨家挨户的搜捕行动。叙人权组织Sawasiah表示，至少113人在过去的一周内死亡，其中包括在军事监狱里受虐待致死的三人。叙反对派领导人再次在伊斯坦布尔举行会议，计划与位于巴黎的叙利亚学者电话讨论结成一个更加统一牢固的反对派联盟的议题。叙人权观察说，一名妇女在中午被在东部城镇进行搜捕行动的叙部队的一颗子弹击中身亡。大马士革方面的信息说，一名在前几天参加葬礼时因受到部队的子弹袭击受伤后的青少年当天死亡。
9月12日
三名霍姆斯的叙阿拉维派主要神职人员Mohib Nisafi、Yassin Hussein和Mussa Mansour在一份联合声明中表示：谴责叙当局针对抗议者的暴力，他们教派与巴沙尔·阿萨德政权的暴行没有任何关系；他们三人还否定了叙国家电视台报道的阿拉维派人士遭到了杀戮和绑架的新闻，说阿拉维派人士没有受到绑架和谋杀，称这样的报道目的是要分化反对派的团结。
LCC表示全国至少26个平民死亡，其中包括叙人权组织所说的一名因参加11日的葬礼受到部队枪击而死的12岁男孩。此外，人权组织也表示，军警在哈马进行搜捕活动人士时造成17人遇害。
9月13日
在德拉和霍姆斯的抗议者焚燒俄罗斯国旗，以表达他们对于俄罗斯威胁将要在谴责阿萨德政权的联合国安理会上行使否决权的不满。
9月14日
叙人权活动家表示，部队朝西北地区的乡村开火，这表示阿萨德并没有响应阿盟要求的停止镇压的号召。部队使用重机枪在土耳其边境的伊德利卜省的几个村庄进行袭击行动。活动家说部队关闭当地的通讯服务、设置路障并实施逮捕。
9月15日
一个叙活动组织在土耳其伊斯坦布尔在结束了为期四天的会议后宣布：他们组成了一个代表了所有反抗巴沙尔·阿萨德政权的叙利亚人的联合阵线；包括流亡国外的人权斗士以及国内70名的持不同政见者共140名代表，当选为新的叙利亚全国委员会（Syrian National Council）成员。流亡法国的叙利亚人Basma Kadmani表示，委员会的第一阶段目标是在六个月内推翻阿萨德的统治，之后将成立新的民主政府。
本周五取名为“继续奋斗直至推翻暴政星期五”（continuing until we bring down the regime）。
9月16日-“继续奋斗直至推翻暴政星期五”
叙利亚革命委员会（Syrian Revolution General Commission）宣布，在德拉、霍姆斯、哈马以及其他城市，至少18人在部队和警察袭击集会的人群时死亡。LCC表示已经证实19人死亡。而在大马士革及其郊区，代尔祖尔和拉塔基亚省，都有数千人参加了反阿萨德的集会。而在东北地区，有数千名叙库尔德人举行了集会。
叙国家电视台报道说，在德拉省的Busra Hariri村，有1个警官被枪杀，4名警官受伤。
当天累计共有45名抗议者死亡。
9月17日
在部队朝要求政府下台的中学学生开火后，叙反对派成员呼吁总统巴沙尔结束他长达六个月的致命镇压行动，否则将扩大和平抗议的规模。周末有超过200名反对派人士举行了一次会议，其中包括领导叙利亚社会民主联盟党（Arab Socialist Democratic Union party，被叙当局宣布为非法组织）的作家Michel Kilo and Hassan Abdul-Azim。该次会议发生在叙国内而非国外，他们发表的一项声明呼吁阿萨德政权立即结束“镇压行动”，并敦促抗议者保持和平抗议不要使用武力。位于伦敦的叙人权观察表示，在南部Sanamein村的一名男孩在被部队打伤两天后去世。
9月18日
LCC表示全国至少4人被杀，2人死于Idlib，德拉和霍姆斯各有1人死亡，其中一人是个11岁的男孩，他是由于头部中枪受伤后死亡的。在德拉省，叙部队逮捕了一些被当局怀疑是参与过示威活动的人士。
9月19日
叙革命委员会说当天在德拉，哈马，霍姆斯，拉塔基亚这几个省共有13人死亡，其中包括孩子和变节的士兵。据报道另有30人在Sahl al-Hawla被逮捕，20人受伤。在al-Bayadha，变节的士兵袭击了三辆政府军坦克，不过不清楚具体的伤亡情况。德拉的学生旷课举行抗议并表示在巴沙尔·阿萨德下台前决绝回学校上课。在大马士革郊区的Harasta，装甲车不知道出于何故阻断了通往阿勒颇的高速路。
伊拉克政府宣布已经要求巴沙尔·阿萨德下台。
9月20日
白宫表示总统奥巴马和土耳其总理埃尔多安已经同意针对巴沙尔当局实施“更大的压力”以迫使其停止野蛮的镇压，美国和土耳其领导人是在纽约当天的联合国大会的会议上举行了关于叙利亚局势的会谈。而联合国官方组织表示，已大概估计有2700人自三月以来死于叙当局的武力之下，其中包括至少100名儿童和少年。
伊拉克外长在纽约私下里表示，叙利亚政权出现变更看起来是不可避免的。活动家说坦克包围了al-Kiswa镇。

### 下旬
9月21日
土耳其总理Erdogan宣布土耳其已经断绝了与叙政府的所有关系和合同，并在考虑辅诸实施。
9月22日
活动家将本周五取名为“统一反抗暴政星期五”（Friday of Unification against the Regime）。
9月23日-“统一反抗暴政星期五”
在哈马，霍姆斯，大马士革，阿勒颇和德拉都发生了大型抗议活动。在霍姆斯有5万人参加了反政府游行。全国有12个示威者被部队打死。大赦国际宣布一名18岁的女孩被部队残忍杀害和肢解，这名女孩的尸体已被部队送到了她母亲手里，尸体可明显看出她受到过酷刑折磨，皮肤出现裂缝，胳臂也被切断。
土耳其为了制裁叙当局，宣布将对叙实行武器禁运，并没收向叙利亚运载武器的船只。欧盟也加大了针对叙政府的制裁措施，瑞士也颁布了禁止从叙进口石油的禁令。
9月25日
叙政府派遣部队增援位于霍姆斯省和大马士革的各个检查点。在前几天出现大量平民从Qusseir逃亡到黎巴嫩后，叙部队于24日已加强了对该地区的控制，活动家说“在Rastan和Qusseir（叙与黎巴嫩边境）的军事安全部门周围有部队增援”。活动家说部队在Qusseir，霍姆斯省，哈马以及北部共打死12个平民。叙人权观察组织表示有12个平民死于部队对Qusseir的袭击。
9月28日
一名活动家表示，叙部队在过去的五天内至少打死76名抗议者。阿拉伯人权组织的负责人Mahmoud Merhi通过电话向记者表示：7人在今天的霍姆斯省遇害，昨天在霍姆斯省、哈马、北部的Idlib省和南部的德拉省共有15人死亡。而叙国家电视台则说“恐怖分子”打死了位于霍姆斯的Al-Baath大学的化学学院的副院长Nael al- Dakhil和建筑学院的副系主任Mohammad Ali Akeel。活动家则说那两人是在公开反对政府的暴力镇压行动后，遭到叙部队的谋杀的。霍姆斯是反抗叙当局的一大中心城市。
9月29日
自由叙利亚军宣布他们已经破坏了17辆位于Rastan的政府军坦克，有报道说在该地发生了更多的政府军变节事件。在那里至少有38个支持阿萨德的士兵受伤。
大约100名支持阿萨德的抗议者攻击了美国驻叙大使馆，没有造成人员受伤。叙部队在全国共打死17名抗议者。反对派计划本周五取名为“累范特（地中海东部地区，包括黎巴嫩、叙利亚、约旦、以色列和巴勒斯坦交界地区）和也门胜利星期五”（Friday of Victory for the Levant and Yemen），以支持中东地区的革命。
9月30日-“累范特和也门胜利星期五”
在大马士革郊区，南部的德拉省，北部的Idlib省，以及哈马，霍姆斯和其他一些城市都发生了抗议示威。活动家说，在上万人举行要求巴沙尔·阿萨德下台的集会时，叙部队打死了至少30名抗议者。有报道说部队朝多处抗议的人群开枪，而反阿萨德的人也与支持阿萨德的人之间发生了冲突。
一名匿名的反对派活动家对半岛电视台描述了其中一个在大马士革抗议现场的情景：
我现在正在一个抗议人群的附近，抗议者突然遭到了叙部队使用警棍和毒气弹的袭击，后来部队朝人群进行无区别的开火，至少1人受伤，后来我们看到了士兵之间发生了交火。我的朋友证实有至少8名政府军士兵已经变节并与政府军进行对射。

## 十月

### 上旬
10月2日
叙利亚全国委员会主席伯翰·加利昂宣布：在土耳其经过两天的会议后，委员会已经达成一份有关该组织目标与架构的协议。该组织的发言人Bassma Kodmani表示：将于11月份召开一次由190人参加的大会，共有29个秘书处代表七个反对派组织，其中包括2005年大马士革宣言（Damascus Declaration，2005年10月，由各个反抗叙政府的250名反对派代表签署的五页政治宣言，旨在反抗“专制极权的统治小集团”即复兴党政府）的签字方的穆斯林兄弟会，高级革命委员会（Higher Syrian Revolutionary Council）等成员。这个消息受到在Jisr ash-Shugur集会民众的欢迎。
同时，叙当局宣布他们已经控制Rastan，而自由军宣布他们从该地撤出。活动家告诉BBC说，250辆政府军坦克进入该地，50辆军用车当天离开该地。
Grand Mufti Sheikh Ahmad Badreddin Hassoun的儿子Saria Hassoun，在Ibla大学附近的连接阿勒颇的公路上被杀。阿勒颇大学的历史系教授Dr. Mohammad al-Omar被埋伏的人员杀害。两人是在被运到Idleb国家医院后宣布死亡的。叙国家电视台谴责说两人是被“武装恐怖分子”杀害的。而Al-Arabiya则把该事件同以前许多持不同政见者被巴沙尔·阿萨德政权的特工杀害联系在一起，因为以前被这些特工暗杀的大多是知识分子和大学生。
法国第一夫人卡拉·布鲁尼呼吁叙政府释放叙利亚首位女性精神分析学家Rafah Nashed，她是在9月份准备去巴黎时被逮捕的。同时，委内瑞拉总统烏戈·查維茲重申他支持卡扎菲和巴沙尔·阿萨德，称两人是敢于对抗“来自于美帝国主义和欧洲集团的压力”的“兄弟”。
据报道，在Al-Hirak、Jabal az-Zawiya、Talmans、Jarjanaz、Maarat Horma、Kafr Takhareem、Bansh、Sermeen、Saraqeb、Hass、Jassem、Teebat al-Imam、Houran、Taseel和Dael 都发生了集会活动，6个平民被部队打死。
10月4日
当晚，联合国安理会就一份由法国、德国、葡萄牙和英国共同起草提交的谴责叙利亚政府的决议草案进行表决：法国、英国、德国、葡萄牙、美国等9个国家赞成；印度、南非、巴西、黎巴嫩四个国家弃权；中国和俄罗斯两个常任理事国反对，导致决议最终未能通过。
数小时后，土耳其总理埃尔多安表示：尽管俄罗斯和中国对制裁叙利亚的安理会决议草案投了反对票，但这不会影响土耳其以及欧盟国家对叙利亚进行制裁。土耳其之前已经对叙利亚采取了武器禁运，预计将采取新的制裁措施。
10月5日
活动家说叙部队袭击了土耳其边境地区的一些村庄，目的是抓捕变节士兵，导致至少3个平民和4个士兵死亡。冲突重点地点位于Jabal al-Zawiya地区附近。LCC成员证实说有3人死亡。
2辆叙部队坦克进入黎巴嫩边境的Arsal镇，并朝一座怀疑藏有武装分子的废弃的电池厂开炮。
10月6日
叙部队第二次侵入黎巴嫩境内，在2天时间内朝多处农场开火，在撤回国界之前打死1人。
抗议者本周五取名为“叙利亚全国委员会代表我们星期五”（Friday of the Syrian National Council as our Representative），以表达他们对于全国委员会的支持。
10月7日-“叙利亚全国委员会代表我们星期五”
当天在上万人举行的抗议活动中，至少21人被安全部队打死，其中包括一名著名的库尔德人权活动家马沙勒·泰姆，死亡地点有霍姆斯、拉塔基亚、Douma地区和 Zabadani。而在德拉、代尔祖尔、卡米什利、霍姆斯和大马士革郊区的抗议活动规模最大。
库尔德人权活动家、反对派“库尔德未来党”发言人马沙勒·泰姆（Mishaal al-Tammo）是被蒙面人用枪暗杀的，抗议者谴责是叙政府派人干的。上万名库尔德人在他死后涌上卡米什利的大街，在他尸体停放的医院外面聚集。俄罗斯总统梅德韦杰夫说巴沙尔·阿萨德如果不进行改革就应该下台，但同时警告说西方不要逼迫巴沙尔下台。
10月8日
超过5万名哀悼者走上卡米什利的大街游行，以追悼被害的Mishaal al-Tammo。部队朝他们开枪，打死14名哀悼者。
10月9日
在Idlib省，自由军埋伏打死8名政府军士兵。叙外长Walid al-Moualem警告外国政府不要承认全国委员会，称“如果承认它叙将采取严厉措施给予报复”。
10月10日
叙人权观察说：自由军与政府军交战造成17名士兵和至少14个平民丧生，大多发生在霍姆斯；此外叙安全部队还逮捕了27人。
当天利比亚执政当局——利比亚全国过渡委员会宣布承认叙利亚全国委员会为代表叙利亚的合法政府。利当局表示利比亚将关闭驻叙利亚的大使馆。因此，利比亚成为承认叙利亚“全国委员会”合法的第一个国家。此外，美国、法国和欧盟等西方国家表态称，欢迎委员会的成立。
在卢森堡举行欧盟外长会议的欧盟在会后发表声明：以“最强烈的口吻”谴责叙利亚政府对平民的镇压，并要求叙总统巴沙尔必须下台，允许叙利亚实现政治转型；并对叙利亚全国委员会的成立表示欢迎，认为这是积极前进的一步；同意冻结叙利亚商业银行的海外资产，禁止欧盟的企业与该银行有业务往来。
全国委员会领导人伯翰·贾里昂在巴黎接受私营的黎巴嫩电视台LBCI采访时表示：“现在，阿萨德是一个罪犯。他需为下令杀害和逮捕数万名叙利亚人负主要责任”，“叙利亚人不能接受与阿萨德对话，或将他视为叙利亚人的代表……不会对这样的独裁政权妥协”，“阿萨德必须辞职并离开叙利亚人的生活，因为他已经成为这个国家毁灭的一个象征”。

### 中旬
10月11日
在大马士革有上万人参加支持阿萨德的集会，反对派对记者表示这些集会是阿萨德政府组织的表演，并不能反映大众的心声。
10月12日
在南部德拉省的Harra村，在一次袭击交火事件中，至少六名政府军和2个反对派士兵死亡。在西北部的Bannish镇，也有双方士兵交火事件，而在阿勒颇上空，不知道何故飞过了13架军用飞机。
10月13日
全国有至少20人死亡，欧盟针对阿萨德政府又颁布了一些制裁措施。叙人权观察组织表示：当天在北部伊德利卜省的Banash镇有10个平民在政府坦克部队围攻该地与变节士兵交火中死亡；此外，政府军也袭击了该省东部的Taum村，打伤一些居民，一些居民的房屋也被毁坏；而在南部的德拉省有六名政府军、2名反对派士兵以及1个平民死于战斗；而在霍姆斯也有1个士兵死亡。
本周五取名为“自由军星期五”（Friday of the Free Army），以表达民众对于自由军的支持。
10月14日-“自由军星期五”
活动家说，在阿勒颇和大马士革郊区举行的大型反对阿萨德政府的集会中，有至少6名抗议者被部队打死。而在卡米什利，有至少2万名库尔德人举行游行纪念前些天死亡的人权活动家领袖Mishaal Tammo，参与者说在经过长达七个月的残酷屠杀后，民众对于当局已经愤恨到了极点。在南部Hauran Plain的Hirak镇，也有数千人的游行活动，该地曾是首先遭到政府军围攻的地区。在霍姆斯，有视频显示在al-Khalidya地区有数千人的集会发生。
联合国人权组织表示：死于政府军的人数已经超过了3000人，呼吁国际社会立即采取措施保护叙平民的安全。
10月15日
目击者通过电话告诉记者说：在大马士革的Maidan区，在一个为前一天死于抗议活动的10岁男孩（名叫Ibrahim Sheiban，是死于大马士革Qadam郊区的一次示威活动中）举行葬礼的活动中，部队朝他们开枪，打死2人。于是一些哀悼者愤怒地朝部队扔石头，部队于是继续朝人群开火。证人说人群高喊了“人民想要处死阿萨德，人民想要自由”的口号。全国委员会的Monzer Makhous告诉半岛电视台说：Maidan区对于反抗阿萨德是出了名的，因此该地出现了大量部队。
10月17日
人权活动家说：军警在霍姆斯打死21人，包括平民与警官。在伊德利卜省和哈马，1个平民和1个13岁的男孩分别被打死。双方部队在霍姆斯的交火中有7个士兵死亡。
10月18日
LCC说在过去几周内有25名医生和药剂师由于对受伤的抗议者进行救治而被当局关押。部队要求医院报告都有哪些受到枪伤的人到医院进行了治疗，目的是要抓捕那些受过治疗的抗议者。人权组织Avaaz说在霍姆斯和拉塔基亚已经有57个病人从医院的病床上被部队抓捕关押。此外，叙政府的民间雇佣军Shabiha还使用红新月救护车对集会的人群开火。
10月20日
当天利比亚前领导人卡扎菲在苏尔特被击毙，叙全国发生了多起政府军与反抗军（即变节军）交火事件。主要发生在霍姆斯附近的Burhaniya镇，导致7个士兵和至少5个平民死亡，2辆装甲车被毁。
本周五取名为“阿拉伯最后期限的烈士星期五”（Friday of the Matyrs of the Arab deadline），以纪念距离阿拉伯联盟提出要叙政府在“两周的期限内”须改革的两周内死亡的抗议者。

### 下旬
10月21日-“阿拉伯最后期限的烈士星期五”
根据LCC活动家统计，当天在霍姆斯至少有16个抗议者死亡，其中2人在一个军事检查点被部队打死，另外14人在抗议活动中被部队射杀。人权组织说：在南部的德拉有1个平民在参加葬礼时被部队打死，2人在哈马死亡。
活动家和居民表示，叙当局在一些城镇加强了军事部署，有目击者称在大马士革的Saqba郊区，部队和狙击手明显增多了。在库尔德人聚集区的卡米什利、Derbaseyeh、Malikiya和Amouda都举行了集会。视频显示：霍姆斯的Houla镇，数千人举行集会的人挥舞着叙以前的国旗（复兴党上台以前使用的）并高喊着：“阿萨德，你是下一个！”（意思是说阿萨德将跟卡扎菲的结局一样）。霍姆斯市也有集会活动，一家三口在Bab Sbaa地区的进行祷告的路上被部队射杀。
10月23日
叙部队强力压制抗议活动，一些政府军与自由军发生了交火，当天11人死亡。
同时，作为叙政府的盟友，伊朗也公开谴责叙当局的镇压行动导致3000多平民的死亡。伊朗总统内贾德在接受CNN的采访时谴责叙发生的“杀戮和屠杀”，他表示伊朗作为该地区的邻国强烈批评针对要求自由和民主的示威民众的镇压行动。
10月25日
当天在西北部的Maarat al-Numaan镇发生了双方部队的交火。自由军对政府军设置的路障地带发动攻击。根据叙人权观察组织表示，战斗导致7到10名安全部队士兵死亡。
10月26日
总部位于伦敦的叙人权观察组织表示，当天全国有19人死亡：在霍姆斯省，有7个平民被部队打死，其中包括一个18月大的婴儿；9个政府军被自由军发射的火箭弹打死。阿盟秘书长纳比勒·阿拉比率领的代表团抵达大马士革展开对话。
10月27日
在大马士革举行了支持叙全国委员会的示威活动，一些分析家称目前形势似乎将要爆发“教派战争”（Sectarian War）。
10月28日-“禁飞区星期五”
报道有36人当天死亡，大部分死于哈马，当时有上万人举行呼吁设立禁飞区的游行时被部队射杀，此外超过100人受伤，500人被捕。尽管人们面临着巨大的死亡威胁，但是全国还是发生了超过170起抗议活动。叙国家媒体表示有武装分子攻击了霍姆斯的警察局。黎巴嫩官方表示叙部队在两国交界处埋伏了地雷。一名前阿萨德的顾问说，如果政府继续暴力镇压示威者，该国将陷入内战。有报道说在霍姆斯有17名政府军在与自由军的交战中死亡。
10月29日
霍姆斯Bab Amr地区发生了坦克和大炮的交火，前两天刚由政府军变节而来的90名自由军展开了一些袭击。叙人权观察表示交战双方有20个士兵死亡，53个受伤。

## 十一月

### 上旬
11月2日
活动家告诉记者，叙安全部队在霍姆斯的路障点至少射杀11个村民。阿盟当天宣布，该组织已与叙政府就解决叙利亚局势达成一致协议，叙政府无条件同意阿盟提出的“阿拉伯倡议”：立即停止暴力、释放动乱后被逮捕的反对派成员，以及与反对派开展全国对话。
11月3日
在霍姆斯，叙部队使用坦克对居民大楼进行炮轰，造成至少19人死亡。这是叙当局同意结束暴力镇压后的第一天发生的流血事件。
11月4日-“真主是最伟大的星期五”
叙部队在全国攻击反政府集会的人群中打死至少20人：在大马士革的Kanaker地区，四个参加抗议的平民在受到部队的开枪后中弹身亡；2个抗议者在哈马死亡；1个在距离首都不远的Hamouriya死亡；有2人在试图越过边境进入约旦死亡；6个在霍姆斯的Bab Amro地区死亡。半岛电视台的记者Nisreen El-Shamayleh在约旦报道说“叙安全部队继续围攻和袭击Bab Amro地区，造成至少10人受伤，救护车被禁止进入该区域拯救伤者，我们还听到有飞机在空中盘旋”。在港口城市拉塔基亚，一名活动家说有13辆军用卡车包围了主要的Arsalan清真寺，此外至少有3名抗议者在该市的Bazar清真寺的前面被安全部队打伤，“在拉塔基亚的每个清真寺前面都有拿着警棍、手枪和自动步枪的数百名士兵，部队殴打集会的人们，并将他们带走”。
霍姆斯Al-Watani医院里的一名医生告诉CNN说：在过去的三天内总计有126具无法辨认身份的尸体被运往该院，该院的医生由于害怕部队的报复而不敢进行辨认工作。其中8具已被火化，而叙国家电视台没有任何有关这些死者的报道。
同日，叙内政部发表声明，呼吁所有“持有、贩卖、分发、运输、购买和资助购买武器，但尚未犯谋杀罪的叙利亚国民”立即自首并上缴武器，政府将从5日开始的一周时间内赦免所有自首者，逾期则将严惩不贷。
11月5日
叙官方通讯社报道：为迎接11月6日的宰牲节，政府释放553名在押人员，另外还有119人“已在近期”获释。
11月7日
叙全国委员会呼吁国际社会干预叙局势，他们表示由于霍姆斯等地持续遭到部队的袭击已经成为“人道灾难地区”。此外，他们也表示当天至少有11名抗议者被部队打死，其中至少8人死于霍姆斯，包括2个孩子。而安全部队持续对一些地区进行围攻和挨家挨户的抓捕行动。活动家说在霍姆斯双方部队（政府军与自由军）展开了交战。根据LCC统计，在过去的一周内有超过110人死于霍姆斯。
11月8日
LCC表示：在霍姆斯以北50公里的哈马，市中心有许多政府军坦克和装甲车，一家大型医院和复兴党建筑周围布满了狙击手和士兵；当天有5人在哈马死亡；爆炸和重型机枪的声音不时传出，电力和网络服务已经中断。
11月10日
叙人权观察组织表示：安全部队继续围攻霍姆斯，政府军与自由军发生交战；安全部队在大马士革郊区、代尔祖尔、哈马、德拉以及霍姆斯为了对付自由军进行了一些袭击；当天至少21人死亡，其中包括一名8岁的女孩和6个士兵。

### 中旬
11月11日-“中止叙利亚在阿盟的成员资格星期五”
当天抗议的名称为“中止叙利亚在阿盟的成员资格星期五”（Friday of Freezing Syria's Arab League Membership），目的是呼吁阿盟针对叙当局对示威民众长达8个月的血腥镇压进行制裁，并中止叙利亚在阿盟的成员资格。
活动家说当天至少30个平民被部队打死，大多数死于霍姆斯。叙人权观察表示：叙部队驱散了在霍姆斯的al-Malaab大街集会的人群，不过在Al-Bayada、al-Ghuta和Baba Amr等其他临近地区又发生了集会；在西北部的Idlib省，民众在祷告后举行了集会；Idlib省Sheikhun地区也有大型抗议活动；在代尔祖尔“安全部队使用重型火炮驱赶集会民众”；在大马士革的郊区进行抓捕后，Barzeh大街和房顶上分布着士兵和狙击手；在德拉省的Busret al-Sham镇，部队射杀1人。
11月12日
阿盟当天在召开紧急外长会议后决定：自11月16日起中止叙利亚在阿盟的成员资格，直到叙政府全面执行阿盟就化解该国危机的倡议为止；阿盟还敦促其成员国召回各自驻大马士革的大使。卡塔尔首相兼外长谢赫哈马德·本·贾西姆在开罗阿盟总部说：叙政府应该遵守阿盟提出的倡议兑现其停止流血冲突、释放政治犯、加快进行实质意义改革的承诺；阿盟敦促叙利亚军队停止针对平民的暴力活动；阿盟将适时采取一切必要措施解决叙利亚危机；阿盟还将对叙利亚实施经济和政治制裁。
叙利亚常驻阿盟代表优素福·艾哈迈德对此表示：只有获得阿盟领导人会议一致通过才能暂停叙利亚成员资格，阿盟外长级紧急会议作出该决定“非法”和“违反阿盟公约和内部宪章”。
沙特阿拉伯和卡塔尔驻大马士革的大使馆受到一些人的攻击，而土耳其与法国位于拉塔基亚的领事馆、土耳其位于阿勒颇的领事馆也受到了攻击。
11月13日
当天有上万名巴沙尔·阿萨德的支持者在大马士革、塔尔图斯和拉塔基亚举行抗议阿盟的示威活动。同时，叙安全部队继续镇压反政府示威活动，4人死于哈马，1人在霍姆斯的开罗大街上被狙击手射杀。活动家也表示在霍姆斯附近的Qusayr镇有2个巡逻的政府士兵被埋伏的自由军打死。此外，在位于霍姆斯的复兴大学（Baath University），一些工科学生被袭击该学校建筑的安全部队打伤。在哈马和霍姆斯，各有一个平民由于昨天受到的枪伤而去世。
当天全国共计有26人被安全部队打死。
11月14日
在德拉有16人死亡，霍姆斯有3人死亡，阿尔-塞奈迈因有1人死和11人受伤。活动家说安全部队在袭击约旦边境的Khirbet Ghazaleh时打死20人，其中包括平民和反抗军。欧盟同意扩大对叙政府的制裁措施，而俄罗斯外长谢尔盖·拉夫罗夫则说他认为阿盟针对叙政府的制裁受到了西方国家的影响。
当天约旦国王阿卜杜拉在接受BBC采访时说阿萨德应该下台，他说：为了人民的利益，“我认为，如果我是他的话，我会下台”，“我将辞职，并且我要确定继任者必须有能力改变我们面临的现状”。因此他成为首位公开要求阿萨德下台的阿拉伯国家领导人。
11月15日
叙人权观察表示：当天有27个平民被安全部队打死：23人死于Kherbet Ghazale 和 Hirak，4人死于霍姆斯；34个政府军和12个自由军在战斗中死亡，大多数人死于南部的德拉省。
土耳其总理埃尔多安警告叙总统阿萨德时说叙利亚的未来不能建立在“受压迫者的鲜血”之上，他还就土耳其驻叙利亚使馆遭袭事件要求叙方道歉，并威胁切断对叙的电力供应。土耳其外长达武特奥卢当天警告叙政府要求叙无条件停止镇压民众。他说“这是土耳其最后的忠告。如果武装镇压继续，土耳其不会再浪费口舌说明后果”。土耳其能源部长宣布，土耳其中止与叙利亚联合勘探石油的项目。
当天叙利亚政府释放了1180名被捕的抗议者，其中包括于2007年5月被判入狱12年的著名持不同政见者卡迈尔·拉卜瓦尼。叙官方通讯社报道说，被释放人员中没有犯谋杀罪的。
11月16日
当天自由军使用机枪和火箭弹袭击了位于大马士革附近Harasta地区的一座空军情报机构，造成6名政府军死亡，超过20个受伤。而在哈马Kafr Zeta镇的一个检查点，自由军也打死8个、打伤多名政府军。
在多个地方共有17个抗议的平民被部队打死，大多数死于霍姆斯省和Idlib省。
卡塔尔首相当天说“阿盟给予叙利亚政府3天的时间停止血腥镇压”，“如果大马士革拒绝与阿盟合作，我们将对叙利亚施加经济制裁。”
11月17日
安全部队打死9个平民和4个变节军共13人。部队也在约旦边境埋伏了大量地雷。德国、英国和法国正寻求联合国制裁叙利亚。
11月18日-“驱逐叙利亚大使星期五”
当天抗议的口号是“驱逐叙利亚大使星期五”（Friday of the Expulsion of the Ambassadors），目的是呼吁各国政府驱逐叙利亚驻所在国的大使。在大马士革郊区、霍姆斯、阿勒颇、哈马、代尔祖尔和德拉都发生了大型抗议活动。活动家告诉Al Arabiya说：安全部队继续朝示威人群开火，至少打死20人；叙人权观察表示：有3人死于大马士革农村，2人死于霍姆斯，1人死于哈马，5人死于德拉（其中包括一名14岁的男孩）；LCC报道说：在霍姆斯、大马士革的Harasta地区、Idlib省的Maaret Numan地区大约共有30人被射伤。
叙政府表示同意阿盟派遣外国观察员进入该国，不过要接受18条修改意见：包括叙政府要求观察员不能探访医院和监狱，不能会见反对派囚犯的家属，前往任何地方必须有叙利亚安全人员陪同等。
11月19日
截止当日阿盟给予叙政府的期限已过；而当天安全部队至少打死12个平民，包括2个孩子；而LCC则说当天有25名抗议者被杀。
11月20日
据报道，位于大马士革的复兴党总部大楼受到自由军发射的火箭弹的袭击，不过事后有记者报道复兴党总部大楼并未看出任何遭袭迹象。
阿盟当天声明拒绝接受叙政府关于派遣外国观察员的修改意见，称叙方建议将“根本”改变观察团的使命。
巴沙尔在当日出版的《星期日泰晤士报》表示：面对外部干涉他做好战斗至死的准备，他还说叙将于2012年2月或3月举行议会选举，以制定新宪法，其中包括有关总统选举的条款，如果在总统选举中失败他才会辞职。

### 下旬
11月21日
叙人权观察表示：当天在霍姆斯的检查点安全部队打死4人，打伤15人。此外，部队也袭击了哈马省的Karnaz、Latalmleh和Kafar Nabude镇。
英国外相夏伟林与叙“全国委员会”、“地方协调委员会”等反对派代表会面时敦促叙反对派形成统一战线，反对派则表示他们不支持外部军事干预。
11月22日
2万叙利亚人参加15岁少年伊萨的葬礼（他因拒绝参加支持阿萨德政府的游行，而在学校的同学面前被政府军开枪射杀，成为反政府示威以来第282名被害儿童），参加者称他为“烈士”。
当天欧盟外交与安全政策高级代表阿什顿在布鲁塞尔首次公开会见了“叙利亚全国委员会”的代表，阿什顿的发言人在会后表示：此次会见是欧盟与坚持“非暴力和民主价值观”的叙反对派进行合作的一部分；阿什顿欢迎叙反对派致力于建立统一平台以实现叙向民主制度过渡；阿什顿强调反对派构建一个容纳不同宗教、不同种族的包容性政治平台和叙反对派承诺“坚持和平与无宗派”立场的重要性；阿什顿还敦促“叙全国委员会”继续与阿盟合作。
当天由美国、英国、法国、德国、日本、韩国、沙特阿拉伯等国在联合国大会上发起谴责叙利亚当局的决议草案在负责社会、人道和文化事务的第三委员会上以122票赞成，古巴、朝鲜、伊朗、缅甸、尼加拉瓜、委内瑞拉、越南、津巴布韦等13国反对，中国、俄罗斯、印度、南非、新加坡等41票弃权的结果获得通过。决议主要内容有：强烈谴责叙利亚当局持续、严重和有系统地使用任意处决、过度使用武力、迫害及杀戮抗议者和人权维护者、任意拘留、强迫失踪、使用酷刑以及虐待包括儿童在内的被拘留者等手段侵犯人权的行为；呼吁叙当局立即终止一切侵犯人权行为，并充分履行国际人权法方面的义务保护本国人民；立即终止叙境内的一切暴力；呼吁叙当局立即全面执行阿盟的倡议；呼吁叙当局与独立国际调查委员会充分有效地合作，并请求联合国秘书长对阿盟驻叙利亚观察团提供支持。
11月23日
法国外长阿兰·朱佩对叙反对派表示：北约正计划为保护平民而采取军事干预。
Al-Arabia报道：叙安全部队与反政府集会者发生冲突，导致12人死亡。
11月25日-“自由叙利亚军星期五”
当天抗议活动的名称是“自由叙利亚军星期五”（Friday of the Free Syrian Army），以表达民众对自由军的继续支持。而俄罗斯和中国等金砖国家则敦促叙当局通过对话解决问题、并反对外国军事干预叙局势。当天是阿盟给予叙政府签署阿盟向叙派遣观察团的协议期限的最后一天。
叙政府军表示自由军当天袭击了霍姆斯省的一处军事基地，打死10名空军士兵，其中6人是“空军驾驶员的精英”。
11月26日
在Idlib，自由军在与安全部队的交火中打死8名政府军。
11月27日
由于叙方未在规定的期限内派代表签署阿盟向叙派遣观察团的协议，因此阿盟决定对叙利亚进行经济制裁，主要措施有：切断阿盟同叙利亚政府的商务联系；冻结叙政府在阿盟境内的资产；禁止叙利亚当局高官进入阿盟境内；停止对叙利亚的航班服务。不过，生活必需品将不受制裁限制。
11月28日
联合国人权理事会调查委员会根据所收集的证据得出的报告称：叙安全部队在镇压和平示威时，出现了大规模和系统性的即时处决、任意逮捕、强迫失踪、包括性暴力在内的酷刑以及侵犯儿童权益等严重侵犯人权的行为，这些在叙各地发生的侵犯人权行为已构成危害人类罪；调查委员会呼吁叙政府立即停止类似的侵犯人权行为，并对此展开独立和公正的调查；委员会对叙政府至今仍不允许联合国人权组织进入该国进行调查表示遗憾。
11月29日
在Saraqeb镇，安全部队打死1个、打伤3个平民。叙人权观察表示在北部地区自由军打死3名、俘获2名政府军。
11月30日
土耳其外长达武特奥卢当天宣布：土耳其将暂停与叙利亚的一切金融联系、冻结叙政府资产，阻止向叙移交一切武器装备，暂停执行与叙达成的战略协作协议。他还表示阿萨德政府已走向穷途末路，他说叙利亚“已经进入了一个邪恶的暴力循环”，“叙利亚必须立即停止对人民使用武力，军队必须立即从城市中撤离。”

## 十二月

### 上旬
12月1日
根据联合国公布的数字显示，截止目前死亡人数已经超过了4000人。联合国还表示叙目前可视为正处于“内战状态”。
当天全国有23人死亡，其中包括2个儿童，他们大多死于哈马。
一位俄罗斯军方消息人士称：俄罗斯向叙利亚运送了宝石超音速巡航导弹。2007年俄与叙签署了价值超过3亿美元的巡航导弹购买合同，叙利亚目前是俄罗斯武器出口的第三大买主。
12月2日-“叙利亚缓冲区星期五”
当天的口号是叙利亚缓冲区星期五（Friday of the Syrian Buffer Zone），目的是请求土耳其为保护叙利亚示威平民的安全而建立和平的缓冲保护区。全国各地有上万人举行抗议活动，当天有20人被安全部队打死，大多死于霍姆斯和哈马。最大的抗议发生在中部的霍姆斯省和北部的哈马，叙人权观察领导人Rami Abdel Rahman说“在霍姆斯省的17个地区和至少9个临近的城镇，有上万的人举行示威呼吁建立缓冲区以保护平民”，“哈马也发生了自军队于8月份进入该市以来最大型的抗议活动”。在阿勒颇、大马士革省以及南部的德拉省也发生了抗议活动。
有更多的变节士兵加入了自由军，自由军也对拉塔基亚的空军情报机构展开了袭击，双方交火持续了3个小时，8名空军人员死亡。在黎巴嫩边境的Talkalakh村也有重型枪火的声音。
叙官方通讯社报道：为了报复土耳其和欧盟对叙实施经济制裁，叙已暂停执行与土耳其达成的一项自由贸易协议，并将中止参加地中海联盟的一切活动；叙外交部发言人表示叙政府将进一步对土耳其进行经济制裁。
当天联合国人权理事会召开了2011年以来有关叙利亚问题的第三次特别会议，会议以47个成员中的37票赞成，俄罗斯、中国、古巴和厄瓜多尔4票反对，印度、乌干达等6个国家弃权的表决结果通过了欧盟提出的决议草案：决议敦促叙当局立即停止大规模侵犯人权的行为，并呼吁联合国相关组织采取适当行动；设立一名特别报告员以负责监督和汇报叙利亚的人权状况。
12月3日
当天共计23人死亡，其中有11个平民被安全部队打死。在伊德利卜省，7个政府军（其中有1名军官）和5名变节士兵在交战中死亡。伊德利卜也出现了坦克，有人看到一辆坦克在燃烧。叙利亚政府谴责联合国通过的人权决议，说投票是“不公平的，是基于错误的信息做出的”。
12月4日
活动家表示：有至少12个来自一个情报机构的秘密警察变节，这似乎是巴沙尔核心圈的首次叛变。在伊德利卜市中心的夜晚发生了由变节士兵攻击空军情报机构引发的枪战，双方有10人死伤。
12月5日
叙人权观察表示：在霍姆斯附近，一个巴士司机和13个乘客被shabiha劫持；在霍姆斯省有7人被部队打死；自由军在德拉省的Dael打死4名政府军，其中包括一名军官；当天总共有63人死亡，至少一半死于霍姆斯，18个学生被捕。
12月7日
巴沙尔在接受美国广播公司记者Barbara Walters采访时表示：对于本国发生的军队镇压民众的事件他本人没有责任，他的政府并没有做错事，所以他个人并没有内疚和过错感。
12月8日
活动家说全国当天有13人被部队打死。位于霍姆斯的一处供应炼油厂的石油管道受到攻击并燃烧，官方的SANA新闻机构谴责“武装恐怖分子”攻击政府军和shabiha。
12月9日-“尊严罢工星期五”
本周五的口号是“尊严罢工星期五”（Friday of the Dignity Strike），目的是呼吁广大民众进行罢工以反抗当局的持续压迫。叙人权观察和革命委员会报道说：当天包括7个儿童和3名变节士兵在内的至少41人被部队打死，大多数死于霍姆斯。叙利亚全国委员会表示阿萨德的部队包围了霍姆斯准备实施“大屠杀”。部队发布通牒警告说霍姆斯的民众有72小时的时间结束示威和罢工。在阿勒颇、伊德利卜省和大马士革发生了冲突和逮捕行动。
12月10日
在部队攻击举行葬礼的人群和与自由军发生交火后，有至少12人死亡。法国政府呼吁国际社会干预叙局势。

### 中旬
12月11日
《金融时报》报道：美国证券交易委员会要求至少12家在叙利亚和伊朗从事贸易的美国公司提供他们所从事的具体业务资料。
在黎巴嫩边境附近，有超过20辆来自于第12装甲旅的坦克在围攻Busra al-Harir镇，路透社和半岛电视台报道称当地的自由军与当局武装进行着大的战斗，在该镇的北部的Lujah地区冲突尤其激烈，该地成为变节军袭击当局部队供给补给线的一个基地。同时，法国外长阿兰·朱佩谴责真主党武装袭击位于黎巴嫩南部的联合国暂时驻黎巴嫩军法国维和士兵，他认为这次袭击受到了叙利亚当局的指使。
叙国内有许多商店由于全国罢工的影响而暂停营业，反对派认为大罢工可以有效的打击执政当局。当天共计有26人被安全部队打死，其中9人死于霍姆斯，6人死于哈马，3人死于德拉，分别有2人死于伊德利卜和大马士革郊区，此外也有5个当局士兵死亡。全国只有大马士革和阿勒颇这两个大城市没有响应罢工的号召，当地的商户照常经营着。
12月12日
当天联合国人权事务高专Navi Pillay向联合国安理会提交报告称，至今叙全国有超过5000人遇难，其中包括至少300名儿童，此外还有数千人被拘押。她建议安理会提请国际刑事法庭调查叙政府违反人权的行为。美国驻联合国大使苏珊·赖斯表示该报告证明了叙当前局势的紧迫性，法国、英国和德国等国代表认为安理会应对叙利亚当局采取强硬措施。
俄罗斯外长谢尔盖·拉夫罗夫为巴沙爾辩护道：西方国家应该谴责自由军的行为，不应该逼迫巴沙爾下台。 
当天全国的罢工依旧持续着，叙人权观察报告说当天有15人死亡，冲突主要发生在霍姆斯省和伊德利卜省。
12月13日
当天至少28人死亡，大多数死于伊德利卜省。在一个主干公路上有11个平民被部队射杀，26个受伤。SANA报道说有15个“武装分子”试图通过土耳其边界进入叙境内，其中2人死亡。俄罗斯外长表示俄支持阿盟关于解决叙问题的方法。叙人权观察报道说在伊德利卜省的Bab al-Hawa自由军在交战中打死7名当局士兵。此外，自由军也打死一名名叫Ghanem Ibrahim al-Hassan的高级军官。
早晨，Rastan附近的一个石油管道发生爆炸，当局士兵与自由军都谴责这次事件。
12月14日
有报道说当局士兵朝一个运载平民的车开火，导致5人死亡，而自由军为了报复平民被杀，袭击了4辆当局部队的吉普车，打死8名士兵。
当局部队围攻哈马目的是要阻止当地已经持续了3天的罢工，导致至少10人死亡，而自由军也破坏了2辆当局部队的装甲车。
当天总计有25人死亡，其中17人是平民。
12月15日
自由军袭击了位于大马士革南部的当局部队驻地机构，导致27名当局士兵死亡，自由军死亡人数不确定。在德拉省的黎明时分，三个检查站发生了军事冲突。
12月16日-“阿盟正在杀死我们星期五”
本周五的口号是“阿盟正在杀死我们星期五”（Friday of the Arab League Is Killing Us），以表达他们对于阿盟的不满。有数十万的民众走上大街继续抗议巴沙尔·阿萨德政府，有22名集会者被部队打死。Al Arabiya报道：在东部城市代尔祖尔和霍姆斯，民众在中午祷告后举行了自8月份以来规模最大的抗议集会，叙人权观察报道说在霍姆斯有超过20万参加示威，而在伊德利卜、德拉、代尔祖尔、哈马、阿勒颇和大马士革都有大型集会的发生。
12月17日
2名自由军士兵被当局部队打死。
12月18日
活动家说：当天的军事冲突导致15个平民和6个当局士兵死亡。
12月19日
叙人权观察表示：大约60到70名变节军在伊德利卜省的Kansafra 和 Kafr Awid镇战死；而当局部队至少射杀6名平民。
当天全国总共有100多人死亡。
叙政府派副外长在开罗签署了阿盟的协议以允许外国观察团进入该国。
联合国大会以133个国家投票赞成，中国、俄罗斯、伊朗、朝鲜、古巴、白俄罗斯和委内瑞拉等11个国家投票反对，43个国家弃权的结果通过了谴责叙利亚政府持续武力镇压示威民众不断侵犯人权的决议案。
12月20日
一个人权组织表示：当天至少有100名变节军在战斗中死伤，以及49个平民死亡。海合会敦促叙政府“立即停止血腥杀戮终止流血事件，释放所有被捕者，以此来作为贯彻阿盟协议的第一步”。
叙人权观察表示有14名安全部队士兵在南部德拉省死亡。而叙当局没有报道过去几天发生的任何一起死亡事件。
叙人权观察也报道说效忠巴沙尔的部队在西北部的伊德利卜省在当天的屠杀中杀害了111名平民。

### 下旬
12月21日
当天全国有至少82人死亡。活动家表示在伊德利卜省和其他地区发生了交火。叙政府制订了一部新法律，规定任何参与过“恐怖主义行动”（terrorist acts）的人都将会遭到处决。
叙当局部队被指使用火箭弹、机关枪和坦克屠杀伊德利卜省Kfar Owaid村的村民。一个逃亡出来的目击者和2个组织称：当局士兵包围了整个村庄并打死了100多名无辜的平民，袭击持续了数个小时。而20日到21日两天内的全国死亡人数超过了200人，成为自9月武装起义以来死者最多的单一事件。Kfar Owaid村距离土耳其边境30公里远，该地属于Jabal al-Zawiyah的多山区，当局部队与变节军在此发生了许多冲突，该地也举行了许多反政府的抗议活动。叙人权观察负责人Rami Abdul-Rahman表示：当局部队对该地实施了有组织的大屠杀，“部队包围了村民并杀死了他们”。一个逃出来的村民说一些逃出来的村民已经逃到了附近的Budnaya山谷，而山谷也被部队完全包围，他说部队为了加大袭击力度使用了炸弹。
Al Jazeera报道：“一些变节军已经控制了一些城镇和乡村，他们创建了一些安全区，这为抗议者提供了安全保障”。
叙官方媒体报道说：当局在全国各地抓获了几十个武装分子，并缴获了大量武器。
12月22日
叙人权观察和LCC表示：当局部队当天打死至少19人，大多数死于霍姆斯和伊德利卜。
叙当局宣布说已有2000名当局士兵死亡，阿盟观察团准备进入叙利亚。伊德利卜Zawiya山区的冲突依旧持续着。
12月23日-“死亡协议星期五”
当天在大马士革发生了两起针对安全机构的自杀式炸弹袭击。一家黎巴嫩电视台——Al Manarput报道说袭击导致44人死，166人受伤，其中有平民和士兵。叙官方宣布他们怀疑是基地组织实施的。而叙反对派则认为是叙当局阴谋策划了该惨案，目的是为继续打击示威抗议者和反对派制造借口。
当天的口号是"Friday of the Protocol of Death"。全国各地发生了抗议集会，尤其在霍姆斯、伊德利卜、卡米什利、哈马、大马士革以及大马士革郊区的规模最大。Al Arabiya报道说共有28名抗议者被部队打死。
12月24日
在大马士革有数千人在为前一天死亡的人举行的葬礼上集会以支持巴沙尔·阿萨德，并谴责说反对派和卡塔尔制造了袭击惨案。阿盟秘书长纳比勒·阿拉比表态谴责炸弹袭击事件。同时，叙石油部长Sufian Allaw说由于受到制裁叙利亚的石油生产已经降低了30%到35%。阿盟观察团领导人、来自苏丹的将军Mohammed Ahmed Mustafa al-Dabi抵达大马士革会见了叙政府官员。
12月25日
全国委员会主席伯翰·加利昂呼吁阿盟协调安理会为结束当局制造的暴力流血而做出努力。在霍姆斯的Baba Amr地区，至少15个平民死于当局的轰炸。多达4000名当局士兵包围了该市。
12月26日
霍姆斯的居民表示至少34人死亡，叙人权观察说有4人死于哈马，2人死于伊德利卜，1人分别死于德拉和大马士革郊区，他们都死于当局部队的行动。因此当天总共有42人死亡。一些霍姆斯居民把视频上传到了互联网上，视频显示当局的坦克朝许多建筑开炮，以及大街上许多遇难者的尸体、被毁的车辆和电线。一个居民表示他看到有救护车在运送受伤的士兵，证实有变节军同当局部队在交火。叙人权观察也表示在阿勒颇有冲突和逮捕行动的发生。同时，50名阿盟观察员抵达大马士革开始执行监督任务，法国政府要求叙当局提供更大的透明度。
当天阿盟观察员团成员马哈古卜通过电话向记者表示：叙当局“正在对自己的人民实施报复”，“叙利亚国内正在发生种族灭绝”。据报道，马哈古卜已在当局部队发起的的枪击中受伤。
12月27日
根据当地居民和活动家表示，在霍姆斯的Babr Amr区有至少11辆当局坦克在活动。而有报道指出当局正阻止观察团进入霍姆斯。而有超过2000名霍姆斯人举行静坐示威以等待阿盟观察员的到来。Al Jazeera报道有数千人在为前一天死亡的人举行葬礼时举行了抗议游行。叙人权观察报道在霍姆斯Khalidiyah地区有2万人举行抗议示威，而LCC则说有接近3.5万人。
阿盟观察员到霍姆斯后，有超过7万人在Clock广场举行抗议活动，活动家表示安全部队使用催泪瓦斯和枪火来对付抗议者，目的是阻止示威群众占领该广场。而在霍姆斯的其他地区，如在Baba Amr地区狙击手扫射出来活动的居民。观察团领导人General Dabi表示观察团受到了各方的支持。而反对派请求观察团到伤亡最惨重的Baba Amrshow地区去。
Avaaz报道在哈马有民众示威抗议和当局部队的暴力活动发生：数千人集会游行到市中心的al-Assi广场，遭到当局部队的射击。LCC报道说当天全国有33人死亡，其中13人死于霍姆斯，4人死于德拉，4人死于大马士革附近，3人死于大马士革大学（一名学生被捕并遭受酷刑后，一些学生举行反对政府的示威时受到当局部队的攻击导致一些学生遇难），3人死于哈马，3人死于伊德利卜，2人死于代尔祖尔，1人死于拉塔基亚。而叙官方媒体则报道说是恐怖武装分子袭击了大学。
12月28日
活动家表示当天至少13人死亡，其中6人死于哈马的反政府集会上，在霍姆斯、阿勒颇和伊德利卜也有人遇难。根据上传到网络上的视频显示：哈马的示威活动受到部队的攻击，该市上空也出现了大量浓烟。而大量参加游行的人高喊着“阿盟观察员在哪里？”而在德拉，变节军在冲突中打死至少4名当局士兵。
12月29日
观察团到达哈马时，示威者要求更换掉阿盟观察团负责人Mustafa Dabi，而叙人权观察报道哈马当天有6人死亡。Al Jazeera报道一名匿名的观察团成员表示观察团已经看到了叙当局炮击霍姆斯的情况，并且霍姆斯的部分地区已经被自由军控制了。LCC报道当天总共35人死亡，其中4人死于Douma，当时大约有2万人聚集在Grand清真寺等待观察团的到来时受到了部队的攻击导致4人被射杀，后来Douma的居民为了抗议部队的射杀而举行了大罢工并有数千人涌到市中心广场静坐。而据报道，大马士革的Midan地区也有数百人举行抗议活动，后来被安全部队发射的催泪瓦斯驱散。在伊德利卜省有15万人进行游行，成为近期的大型集会之一。叙全国委员会主席伯翰·加利昂在会见过阿盟秘书长Nabil Elaraby后表示：如果阿盟观察员要求到监狱视察，他担忧叙政府会将逮捕的超过10万名关押者处决以证明“叙利亚政府没有关押政治犯”的谎言。
当天美国国务院发言人维多利亚·纽兰敦促阿盟观察团积极行动并自由接触叙利亚人民，美国政府也再次警告叙政府若叙当局不完全履行对阿盟的承诺，美国会加大制裁力度。
12月30日-“游行到自由广场星期五”
活动家表示：自从阿盟观察团抵达叙利亚后共有超过130名抗议者死亡，其中包括6个儿童。
当天的口号是“Friday of the March to the Freedom Squares”。活动家说当天有超过600万人参加了反抗当局的集会活动。Al Jazeera报道：当天有超过50万人分别在哈马省和伊德利卜省集会，32人被安全部队打死。在大马士革和霍姆斯都有上万人举行抗议。而在德拉、代尔祖尔和阿勒颇也有集会发生。BBC后来报道当天共有35人遇难。根据视频显示，阿盟观察员在德拉亲眼看到了当局的狙击手，观察员表示会在24小时以内要求当局移除德拉的狙击手。
在开罗，全国委员会和全国民主变革协调委员会为实现叙利亚的民主变革达成了一份政治协议，以便在巴沙尔·阿萨德政权倒台后予以实施。
自由叙利亚军领导人当天表示：“阿盟观察员上周五（即12月23日）进入叙利亚时，我就下令停止所有攻击，除非自卫，所有反政府武装行动都将停止。”
12月31日
活动家表示当天至少9名集会者被部队打死，至少3人死于霍姆斯，至少1人死于大马士革，至少1人死于Al-Bukamal。LCC表示一些示威抗议活动由葬礼游行演变而来。官方的SANA报道阿尔及利亚记者已经访问过德拉并“证实当地的生活是正常的”。
Al Jazeera报道由于阿盟进入叙利亚的几天内许多抗议者被部队打死，因此阿盟观察员受到了大量的批评。同时，全国委员会和全国民主变革协调委员会签署协议，以为“发展和建立议会民主制和多元文化的公民国家”而共同努力。